# أليسيو بيريلي
أليسيو بيريلي (بالإيطالية: Alessio Perilli)‏ مواليد 30 ديسمبر 1983 في روما - الوفاة 05 سبتمبر 2004 في أسن، كان متسابق دراجات نارية إيطالي. توفي إثر حادث أثناء السباق في 5 سبتمبر 2004.

## روابط خارجية
- أليسيو بيريلي على موقع WorldSBK.com (الإنجليزية)